# Justizgesetzsammlung
Die Justizgesetzsammlung (juristische Abkürzung: JGS) ist eine authentische Sammlung von Justizgesetzen und Verordnungen des Erzherzogtum Österreichs und seiner Nebenländer und Gebiete und der Länder der böhmischen Krone, somit der Habsburgermonarchie außerhalb Ungarns.
Unter dem offiziellen Titel Gesetze und Verfassungen im Justiz-Fache. Für Böhmen, Mähren, Schlesien, Oesterreich ob und unter der Enns, Steyermark, Kärnthen, Krain, Görz, Gradisca, Triest, Tyrol und die Vorlande, seit 1792 […] Für die Deutschen Staaten der Oesterreichischen Monarchie erschien die Sammlung seit 1786 und wurde bis 1849 in mehreren Bänden herausgegeben. Sie erhält die Justizgesetze und Verordnungen, die unter der Regentschaft der österreichischen Herrscher Joseph II., Leopold II., Franz II./I. und Ferdinand I. beschlossen wurden und erhält daher Vorschriften aus den Jahren 1780 bis 1848.
1849 wurde die Justizgesetzsammlung durch das Reichsgesetzblatt abgelöst, das auch die nach dem Amtsantritt Franz Josephs I. im Jahr 1848 beschlossenen Gesetze und Verordnungen umfasst.

## Bedeutende Gesetze
Unter den in der Justizgesetzsammlung veröffentlichten Normen befinden sich mehrere historisch (im Fall des ABGB auch aktuell) bedeutende Gesetze, beispielsweise:
- das Josephinische Gesetzbuch, JGS Nr. 591/1785
- das Josephinische Strafgesetzbuch, JGS Nr. 611/1787
- das Strafgesetz von 1803 JGS Nr. 626/1803
- das in beträchtlichen Teilen heute noch gültige[4] Allgemeine bürgerliche Gesetzbuch, JGS Nr. 946/1811